# Stanislav Duchoň
Stanislav Duchoň (14. srpna 1927 Sobočice – 29. ledna 2020) byl český hobojista.
Studoval hoboj nejprve soukromě u profesora Josefa Dědy a poté u profesora Františka Hantáka (1945–1948), u kterého pokračoval ve studiu i na AMU (1948–1952). V letech 1948–1950 byl členem Symfonického orchestru FOK jako hráč na anglický roh. 1950–1952 byl prvním hobojistou Symfonického orchestru Československého rozhlasu v Praze. Od roku 1952 byl prvním hobojistou a od roku 1960 do roku 1969 sólohobojistou České filharmonie. V roce 1953 se stal laureátem dechové soutěže Pražského jara o cenu Antonína Rejchy.
Věnoval se komorní hudbě, zejména v souboru Ars rediviva (1954–1970), s nímž uskutečnil řadu nahrávek. V roce 1962 poprvé provedl známý hobojový koncert Ilji Hurníka.